# فندق تورني
فندق تورني (بالفنلندية: Hotelli Torni؛ فندق برج) فندق تاريخي في هلسنكي، فنلندا، وجزء من سلسلة فنادق سوكوس. عند افتتاحه في عام 1931، كان أطول مبنى في فنلندا، المكانة التي حافظ حتى تم الانتهاء من مقر شركة فورتوم الرئيسي الجديد في مدينة إسبو المجاورة في عام 1976، وبقي أطول مبنى في هلسنكي حتى عام 1987 ولكن الآن هو الرابع. ليس معتاداً أن يكون أطول مبنى في فنلندا مبنى سكني. تم تجديدالمبنى بالكامل من الداخل في عام 2005. يقع في منطقة تخطيط هلسنكي.

## التاريخ
صمم الفندق مكتب يوتغ آند يونغ المعماري في عام 1928 ، وتضم 14 قصص. يـُزعم أنه المكان الذي تم التخطيط لاغتيال مينا كراوكر الشبيهة بماتا هاري في عام 1932. وفـّر الفندق الحاجة للدفاع الجوي خلال الحرب العالمية الثانية، عندما راقب أعضاء من منظمة لوتا سفارد شبه العسكرية قاذفات العدو. بمجرد انتهاء الحرب، استخدم فندق تورني مقراً  لجنة مراقبة قوات الحلفاء لالتزام فنلند لتعهداتها هدنة موسكو. أصبح معروفاً بوصفه مركزاً للطبخ الممتاز.